# Гапонова, Нина Ивановна
Нина Ивановна Гапо́нова (род. 1935, Красное) — советский и российский театральный художник.

## Биография
Окончила ЛГИТМиК. Работала художником постановщиком и художником по костюмам в театрах Омска (1962—1966) Ставрополя, Перми, Волгограда (1968—1970), Кишинёва (1970—1971).
В 1971—1989 годах — главный художник Воронежского АТД имени А. В. Кольцова. Оформляла спектакли в Воронежском ТЮЗе и Воронежском ТОБ. В 1979—1983 годах преподавала в ВХУ. В 1983—1989 годах являлась руководителем зональной лаборатории театральных художников (Воронеж). Работала в театре «Глас» (1992—1994). Персональные выставки Н. И. Гапоновой состоялись в Воронеже (1972, 1985) и Москве (1992, 1997). В настоящее время живёт в Москве.

## Творчество
- 1968 — «В ночь лунного затмения» М. Карим
- 1968 — «Возраст расплаты» Л. Жуховицкий. Режиссер засл. деятель ис-ств КАССР И. П. Петров, художник постановщик Мурзин М. В., художник по костюмам Н. Гапонова
- 1969 — «Мастера» Р. Стоянов. Режиссер — заслуженный деятель искусств РСФСР А. С. Михайлов
- 1969 — «Десять суток за любовь» Режиссер заслуженный деятель искусств РСФСР А. С. Михайлов. Художник постановщик Мурзин М. В.
- 1969 — «Странная миссис Сэвидж» Д Патрик
- 1970 — «Дело, которому ты служишь» Ю. Герман.
- 1970 — «Брусни» Ф. Парфенов
- 1970 — «Между ливнями» А. Штейн Режиссер засл. деятель ис-ств КАССР И. П. Петров, художник постановщик Мурзин М.В., художник по костюмам Гапонова Н. И.
- 1971 — «Иванов» А. П. Чехова
- 1972 — «Человек со звезды» К. Виттлингер. Режиссер Наум Бетцис
- 1974 — «Хроника одного дня» Э. И. Пашнева и Г. Б. Дроздова
- 1976 — «На дне» М. Горького
- 1978 — «Без вины виноватые» А. Н. Островского
- 1980 — «Свадьба Кречинского» А. В. Сухово-Кобылина
- 1985 — «В списках не значился» Б. Л. Васильева
- 1987 — «Диктатура совести» М. Ф. Шатрова

## Признание
- Государственная премия РСФСР имени К. С. Станиславского (1974) — за спектакль «Хроника одного дня» Э. И. Пашнева и Г. Б. Дроздова, поставленный на сцене Воронежского АТД имени А. В. Кольцова
- заслуженный художник РСФСР (1982)
- лауреат областного театрального конкурса «Событие сезона» (2003)